# Hopkins (Minnesota)
Hopkins é uma cidade localizada no estado americano do Minnesota, no Condado de Hennepin.

## Demografia
Segundo o censo americano de 2000, a sua população era de 17.145 habitantes.
Em 2006, foi estimada uma população de 16.704, um decréscimo de 441 (-2.6%).

## Geografia
De acordo com o United States Census Bureau tem uma área de 10,6 km², dos quais 10,6 km² cobertos por terra e 0,0 km² cobertos por água. Hopkins localiza-se a aproximadamente 314 m acima do nível do mar.

## Localidades na vizinhança
O diagrama seguinte representa as localidades num raio de 8 km ao redor de Hopkins.